# 小大湳
小大湳，是臺灣桃園市八德區的一個傳統地域名稱，位於該區北部。相較於今日行政區，其範圍大致包括大福里、大正里、大宏里、大智里、陸光里、大同里、大慶里、大成里、大忠里、大千里、大漢里、大義里、大榮里、大勇里、大強里、大愛里西北端一小部分、大華里東北端一小部分。

## 歷史
台灣清治末期至日治初期，小大湳地區為一街庄，稱為「小大湳庄」，隸屬於桃澗堡。該庄北邊東大段與大樹林庄為鄰，東及南與大湳庄為鄰，西南邊為與下庄仔庄，西邊及北邊西段為中路庄。
1901年（日治明治三十四年）11月，全台廢縣廳改設二十廳，該庄隸屬於桃仔園廳。1903年（明治三十六年），改名桃園廳。1909年（明治四十二年）10月，合併二十廳為十二廳，該庄隸屬不變。1920年（大正九年），廢十二廳改設五州二廳，該庄改制為「小大湳」大字，隸屬於新竹州桃園郡八塊庄。
戰後八塊庄改制並改名為八德鄉，隸屬於新竹縣，大字亦改制為村。1950年桃、竹、苗分治，八德鄉改隸屬於桃園縣。1995年1月，八德鄉因人口達15萬而改制為八德市，村改制為里。2014年12月，桃園縣升格為直轄桃園市，八德市改制為八德區。

## 位置

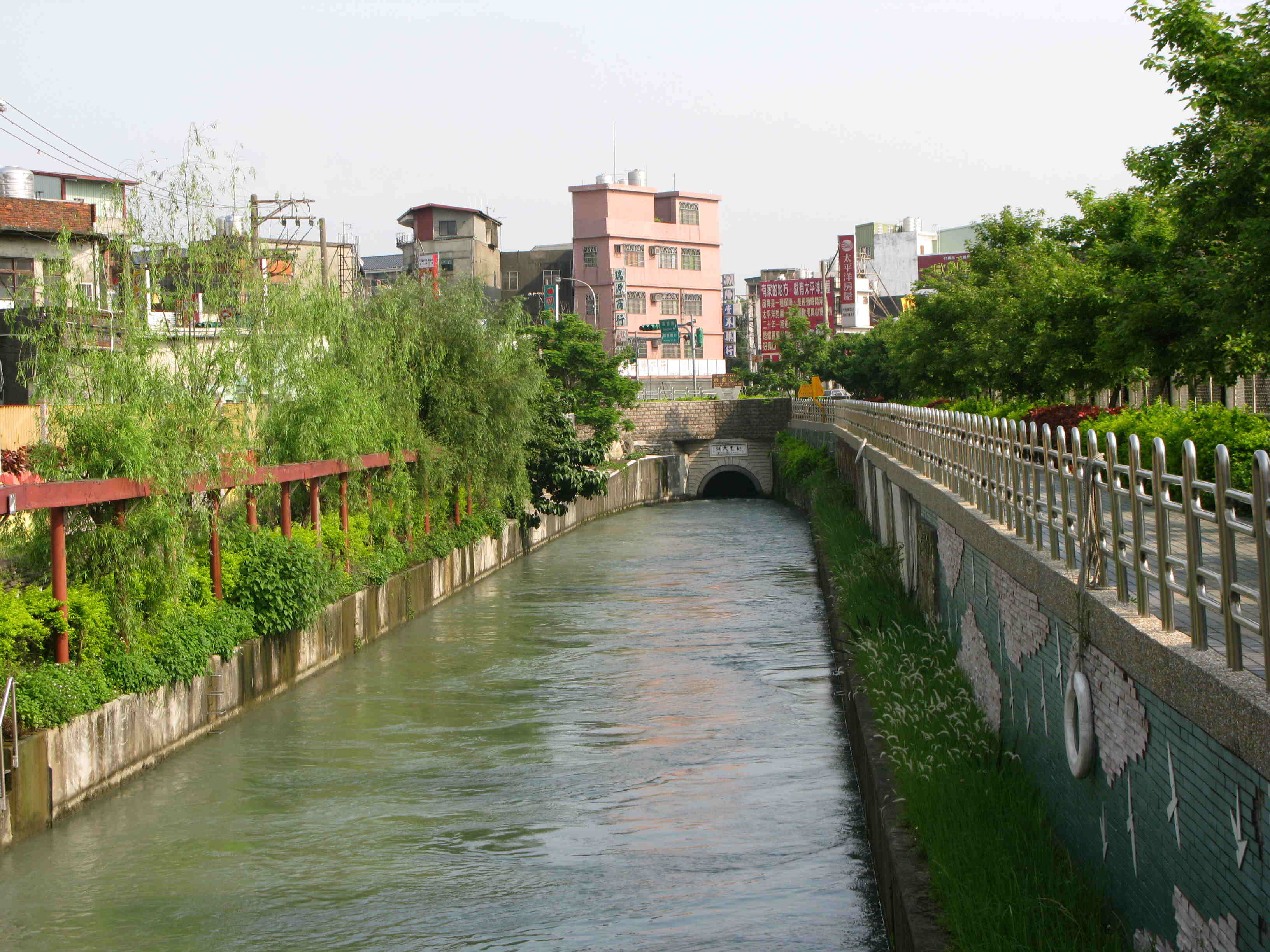
流經小大湳庄的桃園大圳（臺4線旁）

狹義的小大湳，大致位於今大明街/忠勇西街以北、國道2號/力行街以南及介壽路兩側的範圍。

### 聚落
本地區有小大湳、後壁厝、大湳、紅坡腳等聚落。

## 交通
國道2號是桃園國際機場至國道3號鶯歌系統交流道的高速公路，東段又稱「桃園內環線」，大致以西北西—東南東走向轉西北—東南走向蜿蜒經過本地區北部邊界地帶。境內未設交流道，最近的是東側市道110乙線交會處的大湳交流道，由此向北可前往國道1號機場系統交流道、桃園國際機場，向南可前往國道3號鶯歌系統交流道。
省道台4線（三民路三段、介壽路）是竹圍到石門的幹道，大致以北北東—南南西走向經過本地區中部偏西地帶。由該道路向北北東可前往桃園、南崁、竹圍並止於省道台15線路口；向南南西可前往大溪、龍潭大坪並止於省道台3乙線路口。
區道桃46線（建國路、和平路）是霄裡至大湳的道路，大致以西南—東北走向轉橫向經過本地區南部邊界地帶。由該道路向西南可前往下庄子、霄裡並止於市道114號路口，向東可前往大草厝並止於大安國小旁區道桃57線路口。
區道桃48線（廣福路）是普仁至大湳的道路，其東側端點位於本地區南部省道台4線路口。由此向西北西轉西行，出境後可前往下庄子、茄苳溪、中壢埔頂並止於中原大學西側的市道114號路口。
區道桃53線（福國街）是埔子至埔頂的道路，大致以西向東達到本地區西南部邊界後，轉南南西沿邊界而行，至建國路路口離開本地區。由該道路向西轉北可前往中路、埔子並止於中埔國小前的市道110號路口，向南南西可前往下庄子、八德、埔頂並止於省道台3線路口。
區道桃55線（東勇街）是桃園至大湳的道路，也是本地區東部的縱向道路，大致以縱向轉東北—西南走向再轉縱向經過本地區。由該道路向北轉西北可前往福林公園並止於省道台4線路口，向南即止於湳底聚落的區道桃46線路口。

## 旅遊

### 文化資產
- 八塊無線送信所（市定古蹟，介壽路一段249號，1940年）

## 學校
- 大成國中
- 大成國小
- 大忠國小
- 大勇國小

## 產業
- 廣豐工商綜合區（部分）